# Отец Фьодор
Отец Фьодор (Фьодор Иванович Востриков) е персонаж от романа „Дванайсетте стола“ (1928) от известните руски сатирици и класици Иля Илф и Евгений Петров. Той е свещеник в околийския град Н., откъдето започва разказаната история.
Жена му се казва Катерина Александровна.

## Образ
Отец Фьодор е единственият герой, освен двамата главни образи на Остап Бендер и Иполит Воробянинов, чиято история бива проследена в романа. Свещеникът се оказва другият основен претендент за скритото съкровище на Клавдия Ивановна Петухова. Неговият път и пътищата на двамата концесионери вървят заедно до определен момент. След това Отец Фьодор се отклонява в грешна посока и попада в много комични ситуации. Една от най-сериозните пречки, оказала се пред него, е продължителното му пребиваване на върха на отвесна скала.
На читателя божият човек е представен като безпринципен, користолюбив и алчен човек, който използва изповедта на умиращ за постигане на користни цели. Мечтата на свещеника е да си има собствена свещоливница, която да му даде основният капитал, необходим му да купи голям завод в град Самара.
С разгръщането на този образ авторите дискредитират религията и свещенослужителите. Отношението им към религията се проявява и чрез главния герой Бендер в следващото произведение („Златният телец“ (1931)). Там е отбелязано, че великият комбинатор не обича ксендзове, а също така и равини, далайлами, попове, шамани и всякакви други служители на култа.

## Преди „Дванайсетте стола“
В първата и по-пълна версия на романа „Дванайсетте стола“ са дадени известни подробности относно дотогавашния живот на Отец Фьодор.
Преминава от Семинарията в университет и започва да учи в Юридически факултет. Три години учи право, но през 1915 г. го уплашва възможността да бъде мобилизиран. Това го връща отново в духовната линия. Първоначално е ръкоположен за дякон, а по-късно е посветен в сан свещеник и е назначен в околийския глад Н.
Преди да тръгне след семейното съкровище на покойната Петухова, с което свещеникът цели да започне личен частен бизнес, той е пробвал още три пъти да сбъдне мечтата си. Първата му идея била да развъжда коне, втората идея – да направи фабрика за производство на сапун, а третата – да развъжда зайци. Идеята за последното начинание му дошла от статия в животновъдно списание, в която пишело, че зайците имат крехко месо, като на пиленца, размножават се бързо и по много и отглеждането им не изисква много разходи. Отец Фьодор завъдил зайците, а жена му започнала да дава домашни обеди – за кратко мероприятието потръгнало.

## Ключови фрази
– Не корысти ради, а токмо волею пославшей мя супруги!
– Куда девал сокровище убиенной тобою тещи?
– Снимите меня – я отдам колбасу!